# Ugeavisen Esbjerg
Ugeavisen Esbjerg er en ugeavis, der udkommer i Esbjerg og omegn.
Redaktør er Mette Cramon. Avisen skrives af journalister på JydskeVestkystens redaktion i Esbjerg.
Avisen blev stiftet i 2001 efter en fusion mellem Esbjerg Ugeavis og Esbjerg Onsdag.